# Rodica Arba

Echipa de canotaj 2 fără cârmaci la JO 1984

Rodica Arba-Pușcatu (n. 5 mai 1962, Petricani, România) este o canotoare română, dublu laureată cu aur la Los Angeles 1984 și Seul 1988.

## Distincții
- Ordinul „Meritul Sportiv” clasa a III-a (15 aprilie 1981) „pentru rezultatele deosebite obținute la Jocurile olimpice de vară de la Moscova — 1980, precum și pentru contribuția adusă la dezvoltarea activității sportive și la creșterea prestigiului sportului românesc pe plan internațional”[5]